# Werbuwatiwka
Werbuwatiwka (ukr. Вербуватівка) – wieś na Ukrainie, w obwodzie dniepropetrowskim, w rejonie pawłohradzkim, w hromadzie Warwariwka. W 2001 liczyła 860 mieszkańców, spośród których 758 wskazało jako ojczysty język ukraiński, 82 rosyjski, 1 białoruski, 13 romski, 4 inny, a 2 osoby się nie zadeklarowały.